# 78 км (колійний пост)
78 кіломе́тр — залізничний колійний пост Знам'янської дирекції Одеської залізниці.
Розташований за кількасот метрів від села Піщане Бобринецький район Кіровоградської області на лінії Висоцьке — Тимкове між станціями Бобринець (6 км) та Седнівка (29 км).
Станом на січень 2020 року щодня дві пари дизель-потягів прямують за напрямком Знам'янка/Долинська — Помічна, проте не зупиняються.